# AVEVA
Die AVEVA Group plc, eine Tochtergesellschaft der Schneider Electric SE, ist ein Software-Unternehmen mit Schwerpunkt auf den Schiff- und Anlagenbau, mit Hauptsitz in Cambridge, England. AVEVA-Software wird in vielen Bereichen eingesetzt, wie in der On- und Offshore-Verarbeitung von Öl und Gas, der Chemie, der Pharmazie, der Papier- und Zellstoffindustrie, der nuklearen und konventionellen Energieerzeugung, der Kernbrennstoff-Wiederaufbereitung, in der Lebensmittelindustrie sowie im Recycling und Schiffbau. Eine Niederlassung der AVEVA existiert seit 1993 auch in Deutschland, mit Hauptsitz in Sulzbach am Taunus.

## Historie der Unternehmensgeschichte der AVEVA Group plc
- 1976: Erstes 3D-Anlagenplanungssystem
- 1988: Erstes System, das virtuelle Rundgänge durch Anlagen ermöglicht
- 1992: Erste interaktive, vollständig farbschattierte Anlagenplanung
- 1996: Erstes Zentrum für immersives, visuelles Engineering
- 1997: Erste internetbasierte Collaborative-Design-Lösung
- 2001: Erstes Anlagenplanungssystem für die globale Abwicklung von Projekten inkl. zeitgleichem Zugriff von Anwendern an verschiedenen Orten der Welt
- 2004: Erste Visualisierung von intelligenten 3D-Modellen über das Internet
- 2004: Am 21. April 2004 erwarb das Unternehmen für 35 Millionen US-Dollar (ca. 30,2 Millionen Euro) Tribon Solutions, einen weltweiten Anbieter der „Tribon“-Schiffsbau-Software für Schiffbau und Marine-Design. Die Übernahme wurde am 19. Mai 2004 abgeschlossen.[2] Tribon wurde ursprünglich von Kockum Computer Systems (KCS) für den Entwurf von Handels- und Marineschiffen entwickelt. KCS wurde von Kockums Werften als unabhängiges Unternehmen ausgegliedert und später in Tribon Systems umbenannt. Die Programme der Tribon-Familie erstellen einen gemeinsamen Satz von Datenbanken, die die Konstruktionsdetails des Schiffes enthalten.[5]
- 2005: Am 31. März 2005 erwarb das Unternehmen Realitywave, Inc., Entwickler einer Web-Kollaborations- und Streaming-Plattform, für 3,2 Millionen Pfund (ca. 3,7 Millionen Euro).[6]
- 2006: Erste direkte Interaktion mit 3D-Modellen, die mit Laser abgetastet wurden
- 2009: Am 30. März 2009 gab AVEVA die Übernahme von iDesignOffice Pty Ltd bekannt, einem Unternehmen für Messtechnik mit Sitz in Melbourne, Australien, das sich auf Produkte für die Anlagen- und Schifffahrtsindustrie spezialisiert hat.[7]
- 2010: Am 3. Juni 2010 gab AVEVA Solutions Ltd, eine hundertprozentige Tochtergesellschaft der AVEVA Group plc, die Übernahme des MARS-Geschäfts von Logimatic Holdings A/S für 12,8 Millionen Pfund (ca. 15 Millionen Euro) bekannt. Die Übernahme wurde am 30. Juni 2010 abgeschlossen und die MARS-Produkte und -Dienstleistungen wurden in die Enterprise Solutions Group von AVEVA integriert und mit dem Flaggschiff AVEVA NET zusammengeführt.[8]
- 2011: Am 3. Oktober 2011 gab AVEVA die Übernahme der Softwareabteilung LFM (Light Form Modeller) von Z+F UK Limited bekannt, die es dem Unternehmen ermöglichte, in den Markt für 3D-Datenerfassung zu expandieren.[9]
- 2012: Am 23. Mai 2012 gab AVEVA die Übernahme der in Belgien und Deutschland ansässigen Bocad-Unternehmensgruppe, einem Anbieter von Software für die Gebäudedatenmodellierung [13], für 14 Millionen Pfund (ca. 16,4 Millionen Euro) bekannt. Die Übernahme stärkte AVEVAs 3D-Strukturdetaillierungsfähigkeiten für die Märkte Anlagenbau, Schifffahrt und Bauwesen.[10]
- 2012: Am 17. Dezember 2012 gab AVEVA die Übernahme aller Vermögenswerte im Zusammenhang mit der fortschrittlichen Visualisierungs- und Simulationssoftware des in Huntsville, Alabama, USA, ansässigen Unternehmens Global Majic Software, Inc. bekannt.[11]
- 2015: Am 5. Januar 2015 gab AVEVA die Übernahme von 8over8 Limited mit Sitz in Derry, Nordirland, für 26,9 Millionen Pfund (ca. 31,6 Millionen Euro) bekannt. 8over8 bietet Software für das Vertragsrisikomanagement – ProCon – für die Öl-, Gas- und Bergbauindustrie sowie für andere Infrastrukturbereiche an.[12]
- 2017: Schneider Electric erwirbt einen Anteil von 59 Prozent an Aveva.[13]
- 2020: Am 25. August 2020 gab AVEVA eine Vereinbarung zur Übernahme von OSIsoft für 5 Milliarden US-Dollar (ca. 4,3 Milliarden Euro) bekannt. Es handelt sich dabei um eine der größten Transaktionen eines britischen Technologieunternehmens[14]. Die Übernahme wurde am 19. März 2021 zu einem endgültigen Preis von 3,83 Milliarden Pfund (ca. 4,5 Milliarden Euro) abgeschlossen.[15]
- 2022: Gänzliche Übernahme durch Schneider Electric.[16][17]
- 2022: Verkauf der Business Unit BoCad 2 an SCHULLER&Company[18]

## PDMS
Das Plant Design Management System (PDMS) ist ein 3D-Planungssystem, eine Computer-Aided-Design-Anwendung, die speziell zur Anordnungsplanung meist im Anlagenbau dient. Häufige Einsatzgebiete des PDMS sind die Planung von verfahrenstechnischen Anlagen wie Chemiewerken oder Ölplattformen. Ebenso dient das PDMS der Anordnung von Maschinenstandplätzen in einer Produktionshalle. Teilweise wird die Funktion vom PDMS auch von CAD-Programmen wie CATIA in einem kleineren Umfang angeboten.

## Akquisitionen
- 2004: Tribon Solutions
- 2005: Realitywave Inc.
- 2009: iDesignOffice Pty Ltd
- 2010: Logimatic’s MARS von Logimatic Holdings A/S
- 2010: ADB Systemer AS
- 2011: LFM (Light Form Modeller) Scanning Software Division von Z+F UK Limited
- 2012: Bocad group of companies, ausgegliedert im Mai 2022
- 2012: 3D Visualisierungs Technologie von Global Majic Software, Inc (GMS)